# Schaaruil
De schaaruil (Hada plebeja, synoniem: Hada nana) is een nachtvlinder uit de familie Noctuidae (uilen). De voorvleugellengte bedraagt tussen de 14 en 17 millimeter. De soort overwintert als pop op de bodem tussen blad en mos.

## Waardplanten
De schaaruil heeft diverse kruidachtige planten als waardplant, onder andere klein streepzaad, muizenoor en luzerne. De rups foerageert vooral 's nachts en eet meest van de wortels en de onderste bladeren.

## Voorkomen in Nederland en België
De schaaruil is in Nederland en België een niet zo gewone vlinder, met een voorkeur voor de duinen en zandgronden.

## Bron
- Paul Waring en Martin Townsend, Nachtvlinders, veldgids met alle in Nederland en België voorkomende soorten, Baarn, 2006.